# TV Justiça
TV Justiça es un canal de televisión del poder judicial y administrado por el Tribunal Supremo Federal de Brasil. Se comenzó a emitir el 11 de agosto de 2002. La programación de la estación está diseñada para emitir los juicios, los programas de noticias, debates, películas, programas educativos y otros servicios esenciales para la justicia. A través de los operadores de televisión por cable es posible seguir la programación de TV Justiça en todo Brasil. (SKY Brasil, canal 24 y Claro TV, canal 5). NET Brasil para el canal cambiará de estado a estado y el sitio de Internet de TV Justiça Web es un enlace con información sobre la línea de cada uno. También puede acceder a ella a través de Internet directamente a través del sitio web mantenido por la Corte Suprema para el canal. En el Tribunal Federal de Distrito está en el canal de televisión abierta. Es en el canal 53 de UHF. Existe también la transmisión digital experimental en el canal 52 de UHF. ¿Quién hace la parte operativa de TV Justiça y de la Fundación Padre Anchieta (TV Cultura) son todos empleados de la cultura de televisión.

## Sitio Oficial
- Sitio oficial de la TV Justiça

- Datos: Q7477204
- Multimedia: TV Justiça / Q7477204